# فهرست ترکیبات
ترکیبات به سه فهرست زیر تقسیم می‌شوند:
- فهرست ترکیبات معدنی، ترکیبات بدون پیوند CH
- فهرست ترکیب‌های آلی، ترکیبات با پیوند CH
- فهرست بیومولکول‌ها.